# آنتونیو چنتا
آنتونیو چنتا (ایتالیایی: Antonio Centa؛ ‏ ۱۰ اوت ۱۹۰۷ – ۱۹ آوریل ۱۹۷۹) هنرپیشه اهل ایتالیا بود. از فیلم‌هایی که وی در آن نقش داشته‌است، می‌توان به مزد ترس و سه آرزو اشاره کرد.